# Стоян Карагеоргиев
Стоян Карагеоргиев е български художник, иконописец.

## Биография
Стоян Петров Карагеоргиев е роден през 1962 г. в село Секирово, сега квартал на град Раковски, Пловдивско. Стоян завършва Средното художествено училище „Сценични кадри“ в Пловдив през 1980 г. След това следва в Художествената академия в София. По-късно преподава в академията.
През 2009 г. участва в реставрацията на презвитериума в църквата „Свети Павел от Кръста“ в Русе. 
Стоян е автор на стъклописите в параклиса „Божие Милосърдие“ открит през 2011 г. в Белене. Той е изпълнител на българската мозаечна икона „Св. Богородица – Врата небесна“, монтирана през декември 2013 г. в двора на базиликата „Благовещение“ в Назарет, в Израел.
През 2014 г. рисува портрети на двамата Папи – Йоан XXIII и Йоан Павел II във връзка с тяхната канонизация. Портретите са поставени пред олтара в катедралата „Свети Йосиф“ в София по време на Неделята на Божието Милосърдие през април 2014 г.
През 2020-2021 г. при ремонта на църквата „Рождество на Блажена Дева Мария“ в Белене Стоян Карагеоргиев участва в екипа на архитектите Александър Генчев и Иглика Люцканова. Централната пътека в църквата е изработен от гранит и мрамор в различни цветове. Мотивите за украсата ѝ Карагеоргиев заимства от чипровските килими, с което се подчертава корените на католическата вяра, тръгнала от Чипровци. Изцяло е променен и презвитериума, запазвайки стария олтар, но изцяло облечен с мрамор в различни цветове. Между колоните на олтарната маса е разположена мозайка, изобразяваща Агнеца Божий с кръст, върху книгата или свитъка със седемте печата, която Йоан от Патмос вижда в Откровение от Исус Христос. Мозайката е дело на дъщеря му Дана-Михаела. Витражите в църквата са дело на Стоян. След ръкополагането на епископ Страхил Каваленов на 19 май 2021 г. Стоян подарява на новия епископ мозаечно пано с изображение на герба му, изработено също от дъщеря му. Паното е поставено пред олтара на катедрата „Свети Павел от Кръста“ през седмицата след ръкополагането.